# روبرت مور (مخرج)
روبرت مور (بالإنجليزية: Robert Moore)‏ هو مخرج أمريكي، ولد في 7 أغسطس 1927 في ديترويت في الولايات المتحدة، وتوفي في 10 مايو 1984 في نيويورك في الولايات المتحدة.

## وصلات خارجية
- روبرت مور على موقع IMDb (الإنجليزية)
- روبرت مور على موقع ألو سيني (الفرنسية)
- روبرت مور على موقع أول موفي (الإنجليزية)
- روبرت مور على موقع قاعدة بيانات برودواي على الإنترنت (الإنجليزية)
- روبرت مور على موقع قاعدة بيانات الأفلام السويدية (السويدية)
- روبرت مور على موقع قاعدة بيانات الفيلم (الإنجليزية)
- روبرت مور على موقع كينوبويسك (الروسية)